# Josip Jagodić
Josip (Joza) Jagodić (Osijek, 17. veljače 1897. – Osijek, 1973.) hrvatski je liječnik, kirurg, pravednik među narodima, koji je spašavao Židove u Bjelovaru za vrijeme Drugoga svjetskoga rata.
Rođen je u Osijeku 17. veljače 1897. godine. Njegov otac radio je kao državni službenik pa je Joza osnovnu i srednju školu završio u Vinkovcima. Neposredno nakon završetka Prvog svjetskog rata upisao je medicinu u austrijskom Innsbrucku, a diplomirao je 1922. godine u Pragu.
U Bjelovar dolazi 1940. godine. Uređuje odjel za ginekologiju i rađaonicu. Dr. Josip Jagodić kao opći kirurg obavlja ginekološke operacije te ostale vrste kirurških operacija. Bio je poznat kao poliglot, a u slobodno vrijeme ribolovac, pijanist, ljubitelj cvijeća.
U bjelovarskoj bolnici, spašavao je Židove i partizane tako da ih je zadržavao na bolničkom liječenju što je duže mogao, i pomogao im da pobjegnu. Nekima je sam plaćao liječenje, ako nisu mogli sami. 

Posmrtno je dobio nagradu "Pravednik među narodima" 24. listopada 2002. godine, nakon što je proces za dobivanje nagrade pokrenuo Židov Božidar Erenfrajnd, kojega je u Bjelovaru spasio dr. Jagodić 1942. godine. Božidar Erenfrajnd došao je u bjelovarsku bolnicu glumeći da ima upalu slijepoga crijeva, kako bi izbjegao deportaciju u Jasenovac. Dr. Jagodić premda znajući, da Erenfrajnd nije bolestan, svejedno mu je uklonio zdravo slijepo crijevo i zadržavao ga je u bolnici pet mjeseci izmišljajući dijagnoze. Erenfrajnd je uspio pobjeći i otići u partizane te je preživio Drugi svjetski rat.
Godine 1957., dr. Jagodić dobio je rješenje o udaljenju s dužnosti ravnatelja i primarnog liječnika kirurško-ginekološkog odjela u Bjelovaru, jer je bio politički nepoželjan, a nisu ga voljeli ni za vrijeme NDH-a, znajući za spašavanja Židova i partizana, no trebali su ga kao kirurga. Nastavio je raditi u Gospiću i Pljevlji te u Osijeku, gdje je i umirovljen 1963. godina i preminuo 1973. godine.
Tadašnja gradonačelnica Bjelovara Đurđa Adlešič unuci doktora Jagodića uručila je 2005. godine Povelju grada Bjelovara, a nedugo nakon toga po njemu je nazvana jedna bjelovarska ulica u naselju Sjever. O njemu je snimljen i dokumentarni film "Neke stvari ne treba sakriti" redateljice Lidije Špegar 2014. godine.